# Hiệp hội bảo vệ di tích Ba Lan
Hiệp hội bảo vệ di tích Ba Lan (Tiếng Ba Lan: Towarzystwo Opieki nad Zabytkami, TOnZ) là tổ chức phi chính phủ có trụ sở tại Warszawa thành lập năm 1974 do các thành viên tổ chức Patria Polonorum.
Hiệp hội bảo vệ di tích được thành lập theo sáng kiến của Stanisław Lorentz, tiếp nối truyền thống và thành tựu của Hiệp hội bảo vệ di tích quá khứ (1906–1944).
Mục tiêu chính của hiệp hội là:
- phổ biến kiến thức về di tích cho nhân dân
- khuyến khích các sáng kiến xã hội
- chăm sóc di tích
- hợp tác với các dịch vụ bảo tồn di tích

Hiệp hoiTOnZ có cấu trúc khu vực, gồm 33 chi nhánh trên 10 địa phương (tính đến năm 2009).
Trong những năm 1977–2009, hiệp hội TOnZ xuất bản tạp chí Spotkania z Zabytkami hàng tháng.
Năm 2002, TOnZ hợp tác với giáo sư Aleksander Gieysztor trong công cuộc chăm sóc, tu bổ các di tích văn hóa và cảnh quan văn hóa Ba Lan. Hội cũng khởi xướng các hoạt động xã hội mang bản sắc văn hóa dân tộc.